# Atlantica Online
Atlantica Online ist ein bedingt kostenfrei spielbares Massively Multiplayer Online Role-Playing Game (MMORPG) von NDoors Interactive, wobei die US-amerikanische Version unter der Hauptfirma Ndoors Cooperation steht.
Das MMORPG spielt in einer Alternativweltgeschichte, deren Spielwelt derzeit großflächige Teile der Nordhalbkugel beinhaltet. Thematisch ist diese in die Richtung Fantasy mit Steampunk-Elementen ausgelegt. Atlantica Online unterscheidet sich speziell dadurch von anderen MMORPG, dass die Kämpfe rundenbasiert ablaufen. Dies ist bereits durch Final Fantasy und Heroes of Might and Magic bekannt ist, jedoch ist Atlantica Online auch für Gruppen geeignet.

## Spielmechanik
Die rundenbasierten Kämpfe in Atlantica Online sind unüblich für das Spielgenre. Spieler sowie NPC-Gegner repräsentieren jeweils eine eigenständige Gruppe. Wenn man eine Gruppe anklickt, werden die eigene und gegnerische Gruppe für den Kampf in ein separates Spielfeld transferiert, ähnlich vieler Spielkonsolen-Rollenspiele. In jeder Kampfrunde hat der Spieler ein Zeitlimit, in dem er seine Attacken ausführen kann, um speziell während PvP-Kämpfen die Zeit zu begrenzen. Aufgrund seiner Konstruktion ist das Spiel stark auf ein Gildenkonzept ausgelegt, um die Kontrolle über eine unbestimmte Stadt innerhalb der Spielwelt halten zu können. Starke Gilden können Nationen gründen und auch Krieg gegen andere Nationen führen. Neben den Kampffähigkeiten kann der Spieler auch eine gewisse Anzahl an Handwerksfähigkeiten erlernen.

### Söldner
Die Spielwelt wird von Spielerfiguren und Nicht-Spieler-Charakteren bevölkert. Der Spieler kann sich für eine von neun spielbaren Klassen entscheiden das Aussehen seiner Spielfigur ist auswählbar. Zusätzlich zu dem Hauptcharakter kann jeder Spieler Söldner rekrutieren, um seine Gruppe aufzufüllen. Bis zu acht Söldner, die der Spieler aus 26 verschiedenen Klassen wählen kann, können aktiv neben dem Hauptcharakter an einem Kampf teilnehmen. Die Aufstellung kann der Spieler jederzeit an die jeweilige Situation anpassen.
Nahkämpfer besitzen meist Werte für hohe Trefferpunkte und Verteidigungs- und eine mittelmäßige Handlungskraft. Fernkämpfer, haben weniger Trefferpunkte, dafür jedoch eine größere Handlungskraft. Magische Söldner nutzen Magie, um ihre Feinde anzugreifen, wobei sie sich auf ihre Fähigkeiten verlassen, die stärker sind, als ihr normaler Angriff.

### Housing
In Atlantica Online gibt es ein umfangreiches Housing-System, also die Möglichkeit für Spieler, ihr eigenes virtuelles Haus zu kaufen, einzurichten und dort einige Spielfeatures zu nutzen, die nur Hausbesitzern offenstehen. Neben der Möglichkeit, das Haus mit vielfältigen Einrichtungsgegenständen, Dekor und Tapeten/Fußbodenbelägen individuell zu gestalten ist es auch möglich in seinem Haus Söldner als Angestellte zu unterhalten, die dann z. B. kochen oder Ausrüstung herstellen. Expeditionen werden von im Haus stationierten Söldnern ausgeführt. Diese wandern ohne Zutun des Spielers in einen Dungeon und kämpfen dort für eine gewisse Zeit. Danach bringen sie die Beute zurück. Auch lassen sich nur in Häusern sogenannte Festmahle abhalten, die Spieler essen und dadurch einen Stärkungszauber erhalten. Schließlich bieten Häuser auch die Möglichkeit eine Mine, Holzfällerlager oder einen Garten anzulegen. Dort kann man einzigartige Rohstoffe gewinnen.
Sobald ein Haus einen gewissen „Wert“ erreicht hat, kann man es gegen ein Anwesen tauschen, das größer ist und mehr Söldnern sowie Expeditionen und Rohstofflagern Platz bietet.

### Berufe
Jeder Spieler kann beliebig viele Berufe erlernen und mit diesen Rüstung, Waffen, Accessoires, Zaubertränke und -schriftrollen uvm. selber herstellen. Die Wirtschaft im Spiel ist stark spielergetrieben, d. h. fast alles kann von Spielern hergestellt werden. Eine Besonderheit des Berufe-Systems ist, dass beim Erzeugen per Beruf eine verbesserte Version des Gegenstandes herauskommen kann.

## Inhaltsupdates
Bei Atlantica Online gibt es in Zeitabständen von ungefähr einem Monat neue Inhaltsupdates, sogenannte Patches. Während man auf den koreanischen Servern eher in kleineren Zeitabständen kleinere Patches durchführt, fallen diese auf den US-amerikanischen und europäischen Servern seltener, dafür jedoch auch größer aus. Vom inhaltlichen Aspekt her beinhalten die Updates neue Dungeons, Aufgaben, NPCs, Söldner, Fähigkeiten, Ausrüstungen, besondere Outfits, Reittiere und Community-Events. Zugleich enthalten die Patches auch Anpassungen der Spielmechanik im PvP und PvE, wie z. B. das Verbessern der PvP-Balance oder die Menge der erhaltenen Erfahrungspunkte.
Am 2. April 2014 hat Nexon eine Spielversion in englischer Sprache angekündigt. Am 9. April 2014 wird der Kontinent Südamerika betretbar sein.

### Tactical Battle System
Ende 2010 wurde das sogenannte „Tactical Battle System“ eingeführt. Dieses stellt eine neuartige Herausforderung dar und ist ein eigenständiges Kampfsystem. Im Gegensatz zu dem bisherigen System kämpft man in einer weitläufigen Landschaft, in der sich Söldner frei hin- und herbewegen lassen. Auch kann jeder Söldner und Gegner in jedem Zug handeln, es gibt keine Limitierung durch die Aktionspunkte des alten Kampfsystems. Die kluge Positionierung der eigenen Söldner ist besonders wichtig. „TBS“ gliedert sich in Skirmish (alle Söldner sind verfügbar, kann unbegrenzt betreten werden) und Missionen (Söldnerzahl limitiert, TBS-Punkte erforderlich um beizutreten).
Gemein ist allen TBS-Varianten, dass die Gegner vergleichsweise stärker sind als ihre normalen Pendants, gleichzeitig ist aber auch die Beute und gewonnene Erfahrung größer.

## Kritik
Aufgrund des innovativen, rundenbasierten Kampfsystems und der Integration von Community-Events bekommt Atlantica Online durchweg positive Kritiken von verschiedenen Webportalen und Computerspielmagazinen.
Die Stimmen:

„Atlantica Online: Das derzeit beste Gratis-Online-Spiel!“, spieletipps.de

„GameStar sagt: Eine gelungene Überraschung“, Gamestar

„...Alles in allem haben wir es bei Atlantica Online mit einer kostenlosen Perle zu tun, die vor Features und Innovationen fast zu bersten scheint...“, gbase.ch

### Auszeichnungen
- „Best Fantasy MMORPG of 2009“, MMOHut
- „Best Free To Play Game of 2008“, Ten Ton Hammer
- „2008 Best New Game“ Nomination, (wurde 3.), MMORPG.com
- „Best Game“, Korea Game Awards 2008
- „Golden Plume Award for Best Foreign Online Game“, China Digital Entertainment Expo and Conference (ChinaJoy) 2008
- „Most Innovative Online Game“, GameOgre’s 2008 Online Game Awards
- „Top Free MMO of 2008“, „Best Innovation in an MMO of 2008“, „Best Gameplay in an MMO of 2008“, Onrpg Member’s Choice Awards 2008